# Pimpla erythromera
Pimpla erythromera là một loài tò vò trong họ Ichneumonidae.